# АЭС Ласаль
АЭС Ласаль (англ. LaSalle County Nuclear Generating Station) — действующая атомная электростанция в центральной части США.
Станция расположена в округе Ла-Салл штата Иллинойс.

## Информация об энергоблоках
| Энергоблок | Тип реакторов       | Мощность | Мощность | Начало строительства | Физпуск    | Подключение к сети | Ввод в эксплуатацию | Закрытие |
| Энергоблок | Тип реакторов       | Чистый   | Брутто   | Начало строительства | Физпуск    | Подключение к сети | Ввод в эксплуатацию | Закрытие |
| ---------- | ------------------- | -------- | -------- | -------------------- | ---------- | ------------------ | ------------------- | -------- |
| Ласаль-1   | BWR, BWR-5 (Mark 2) | 1137 МВт | 1207 МВт | 10.09.1973           | 21.06.1982 | 04.09.1982         | 01.01.1984          | —        |
| Ласаль-2   | BWR, BWR-5 (Mark 2) | 1140 МВт | 1207 МВт | 10.09.1973           | 10.03.1984 | 20.04.1984         | 19.10.1984          | —        |